# Обсипка
Обсипка, Обсипання (рос. обсыпка; англ. covering material, strewing material; нім. Überschüttmittel n) – відносно дрібний матеріал те, чим обсипають що-небудь (наприклад, гравійний фільтр гравієм).

## Приклад
ОБСИПНИЙ ФІЛЬТР, (рос. обсыпной фильтр; англ. strew filter; нім. Zuschüttenfilter n) – гравійний фільтр, який у свердловині обсипаний гравієм. 
Син. – намивний фільтр.